# Rotmund-Leistenschnecke
Die Rotmund-Leistenschnecke oder Rotmundige Steinschnecke (Stramonita haemastoma) ist eine Schneckenart aus der Familie der Stachelschnecken (Gattung Stramonita), die sich von Seepocken und Muscheln ernährt. Sie ist im Atlantischen Ozean sowohl an den amerikanischen als auch den afrikanischen Küsten verbreitet, doch sind ihre noch bis nach dem Jahr 2000 reichen Bestände im östlichen Mittelmeer völlig verschwunden. In der Antike soll sie im Mittelmeerraum als eine der wichtigsten Purpurschnecken gedient haben.

## Merkmale
Die Oberfläche der Schale ist recht variabel von hellgrau bis gelblich gefärbt mit unregelmäßigen braunen und weißen Streifen. Die Innenseite der Gehäusemündung ist lachsfarben und weist am Mündungsrand oft dunkelbraunen Linien auf, die zwischen den hier sichtbaren Rippen verlaufen. Die äußere Gestalt ist sehr variabel mit oder ohne gewinkelte Schultern. Die Columella ist gerade, der Siphonalkanal kurz und der Nabel geschlossen. Bei ausgewachsenen Schnecken erreicht das Gehäuse eine Höhe von 12,7 cm und eine Breite bis 6,4 cm.

## Verbreitung und Unterarten
Die Schnecke tritt im Atlantik in tropischen und subtropischen Gewässern an den Küsten Afrikas, Europas, Südamerikas, der Karibik und Nordamerikas von Virginia bis Brasilien auf. Neben der gesamten brasilianischen Küste einschließlich Abrolhos und Fernando de Noronha gibt es große Bestände in North Carolina, Florida und an den Bermudas wie auch an den Kapverden, Makaronesien, der angolanischen Küste und im Mittelmeer an der Südwestküste Apuliens. Die Bestände im östlichen Mittelmeer brachen Anfang des 21. Jahrhunderts zusammen und verschwanden bis zum Jahre 2016 vollständig.
Es sind drei Unterarten beschrieben worden: Stramonita haemastoma haemastoma (Linnaeus, 1767) lebt an den Küsten Europas und Afrikas wie auch im Mittelmeer. Die etwas kleinere Stramonita haemastoma floridana (Conrad, 1837) lebt zwischen Virginia und Florida und die größere Stramonita haemastoma canaliculata (Gray, 1839), die sich durch tiefere Nähte am Gehäuse auszeichnet, von Florida bis Mexiko.

## Lebensraum
Die Schnecken leben auf Felsen und auf Austernbänken von der oberen bis zur unteren Gezeitenzone.

## Lebenszyklus
Die Schnecke ist getrenntgeschlechtlich. Das Männchen begattet das Weibchen mit seinem Penis. Die Weibchen legen in oft sehr großen Gruppen ihre Eikapseln an feste Substrate wie Felsen, Mangroven (Rhizophora), Austernriffe oder auch Krabbenpanzer knapp unterhalb der Gezeitenzone ab. Eine Kapsel misst etwa 6 mm und umfasst etwa 600 Eier. Ein Weibchen kann etwa 100 Kapseln ablegen, typischerweise 6 bis 8 pro Stunde. Nach etwa 25 Tagen schlüpfen Veliger-Larven, die sich von Phytoplankton ernähren und mindestens zwei Wochen als Zooplankton leben.

## Ernährung
Stramonita haemastoma frisst Seepocken, Muscheln und Napfschnecken. Im Mittelmeer ist die Schnecke ein wichtiger Fressfeind der einheimischen Miesmuschel Mytilaster minimus doch zieht sie dieser noch mehr die über den Suezkanal aus dem Roten Meer eingewanderte Miesmuschel Brachidontes pharaonis vor. Die Schnecke presst ihre lange, dünne Proboscis zwischen die Kalkplatten der Seepocke bzw. die Schalenhälften der Muschel und spritzt neben Proteasen einen Giftstoff in die Beute, der die Schließmuskeln lähmt und so zum Öffnen einer Muschel führt.

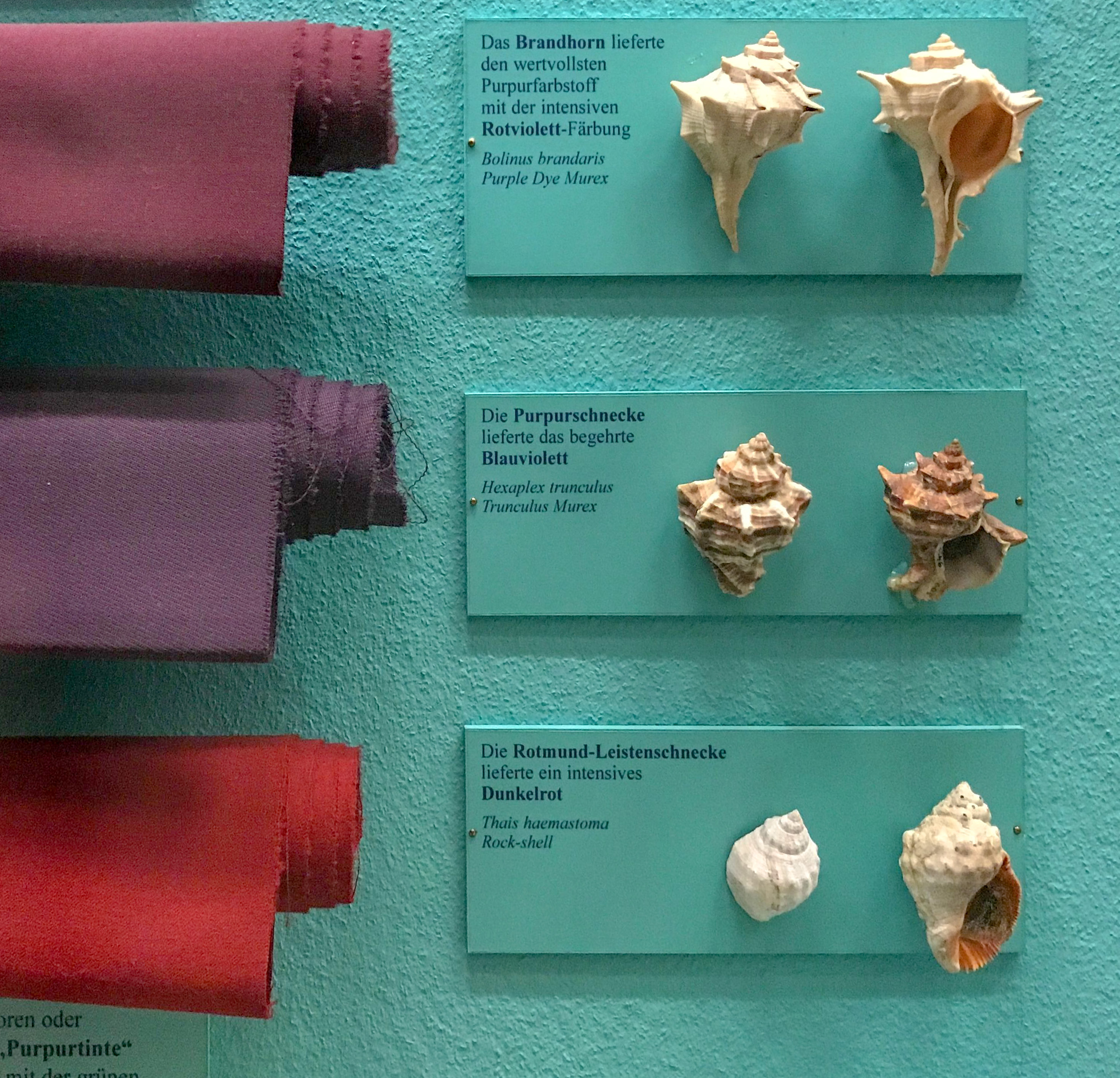
Purpur gefärbte Stoffe

## Bedeutung für den Menschen
Stramonita haemastoma gilt als eine der Hauptquellen für den Farbstoff Purpur in der Antike, der nach den Berichten von Aristoteles und Plinius dem Älteren für die Färbung königlicher Gewänder verwendet wurde.